# Bresnay
Bresnay ist eine französische Gemeinde mit 385 Einwohnern (Stand: 1. Januar 2022) im Département Allier in der Region Auvergne-Rhône-Alpes (vor 2016 Auvergne). Sie gehört zum Kanton Souvigny im Arrondissement Moulins.

## Lage
Die Gemeinde Bresnay liegt im Norden der Auvergne in der historischen Provinz Bourbonnais, etwa 14 Kilometer südsüdwestlich des Stadtzentrums von Moulins. Der gleichnamige Bach Bresnay durchquert das Gemeindegebiet, an der südlichen Grenze verläuft das Flüsschen Vezan. Nachbargemeinden von Bresnay sind Besson im Norden, Chemilly im Nordosten, Châtel-de-Neuvre im Osten und Südosten, Meillard im Süden, Treban im Südwesten sowie Cressanges im Westen.

## Bevölkerungsentwicklung
| Jahr                       | 1962 | 1968 | 1975 | 1982 | 1990 | 1999 | 2006 | 2013 | 2022 |
| Einwohner                  | 525  | 465  | 395  | 407  | 395  | 376  | 390  | 377  | 305  |
| Quellen: Cassini und INSEE |      |      |      |      |      |      |      |      |      |

## Sehenswürdigkeiten
- Kirche Saint-Barthélemy aus dem 19. Jahrhundert
- Schloss Les Écossays aus dem 15. Jahrhundert, Monument historique seit 2001
- Schloss Givry

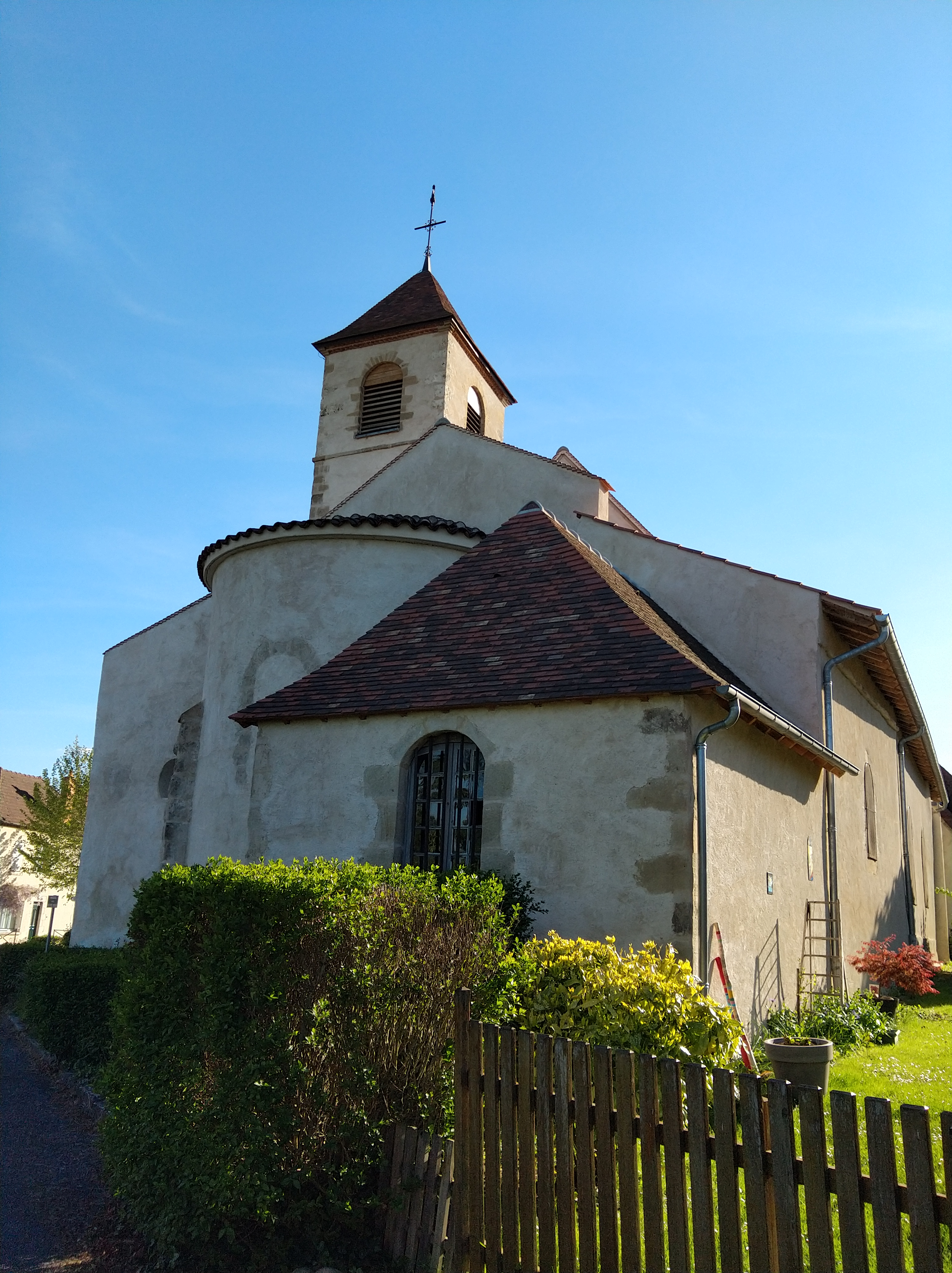
Kirche Saint-Barthélemy
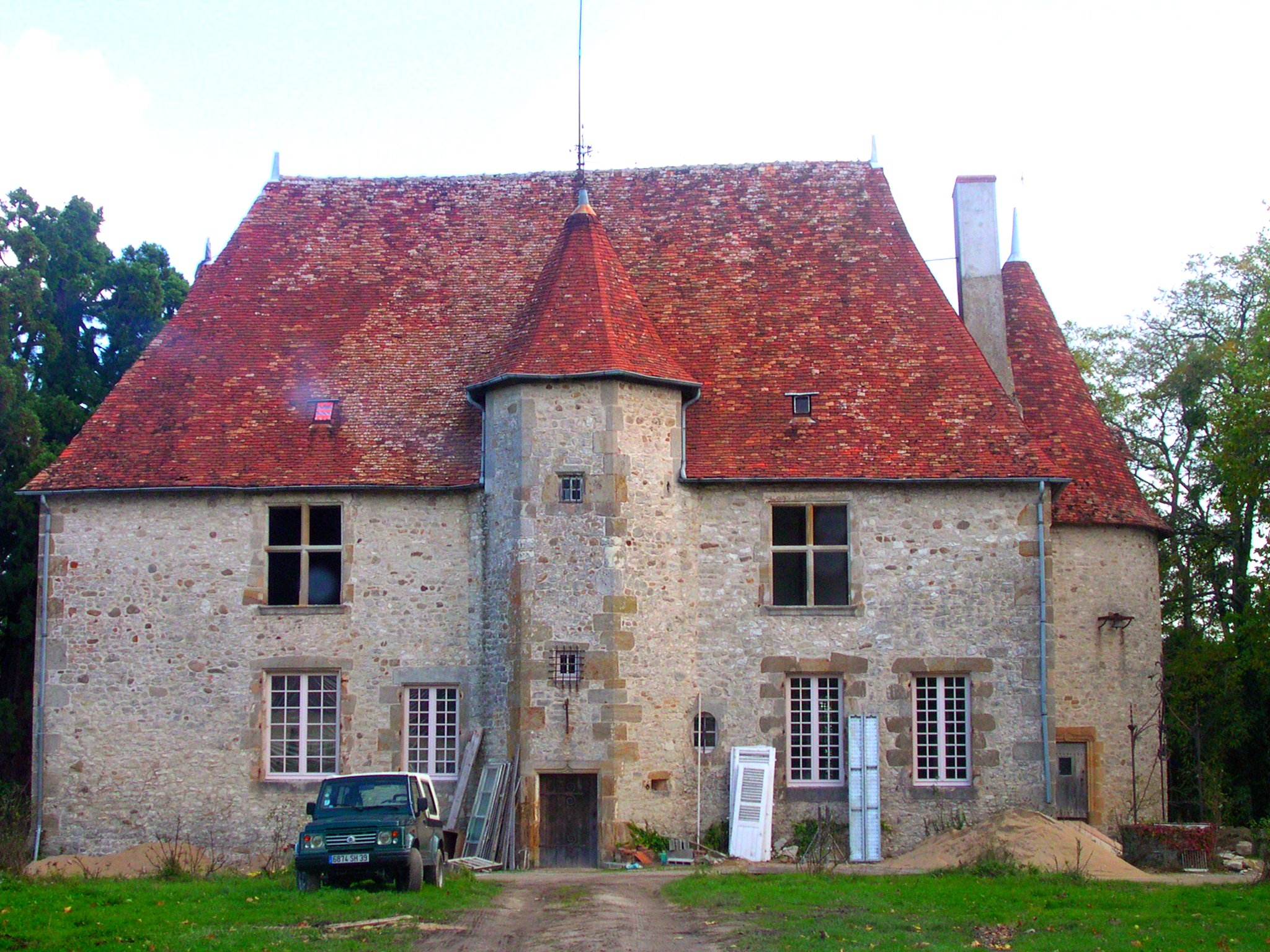
Schloss Écossays